# Reggio Calabria (tỉnh)
Tỉnh Reggio Calabria (Tiếng Ý: Provincia di Reggio Calabria) là một tỉnh cũ ở vùng Calabria of Ý. Tỉnh lỵ là thành phố Reggio Calabria. Từ năm 2015, tỉnh bị thay thế bằng thành phố trung tâm Reggio Calabria
Tỉnh này có diện tích 3.183 km², tổng dân số là 565.866 (năm 2005). Có 97 đô thị (danh từ số ít tiếng Ý:comune) ở trong tỉnh này , xem các đô thị tỉnh Reggio Calabria.